# Caçapava do Sul
Caçapava do Sul is een Braziliaanse mijnstad en gemeente in de deelstaat Rio Grande do Sul, gelegen aan de oevers van de rivier de Camaquã. De plaats telt ongeveer 33.690 inwoners. Van 1839 tot 1840 was het de tweede hoofdstad van de Republiek Piratini.

## Economie
De voornaamste steunpilaar van de economie van Caçapava do Sul is de dienstensector. Vroeger steunde de economie vooral op de mijnbouw. Caçapava do Sul was lange tijd de belangrijkste koperproducent van Brazilië, nadat in de jaren 1940 belangrijke koperaders ontdekt werden. De plaats van de huidige stad kwam in 1796 tot ontwikkeling rond de ontdekking van goud in de Rio Camaquã. Talrijke Engelsen en Belgen kwamen er zich vestigen op zoek naar het edele metaal.
Door zijn natuurschoon trekt de streek ook veel toeristen aan.

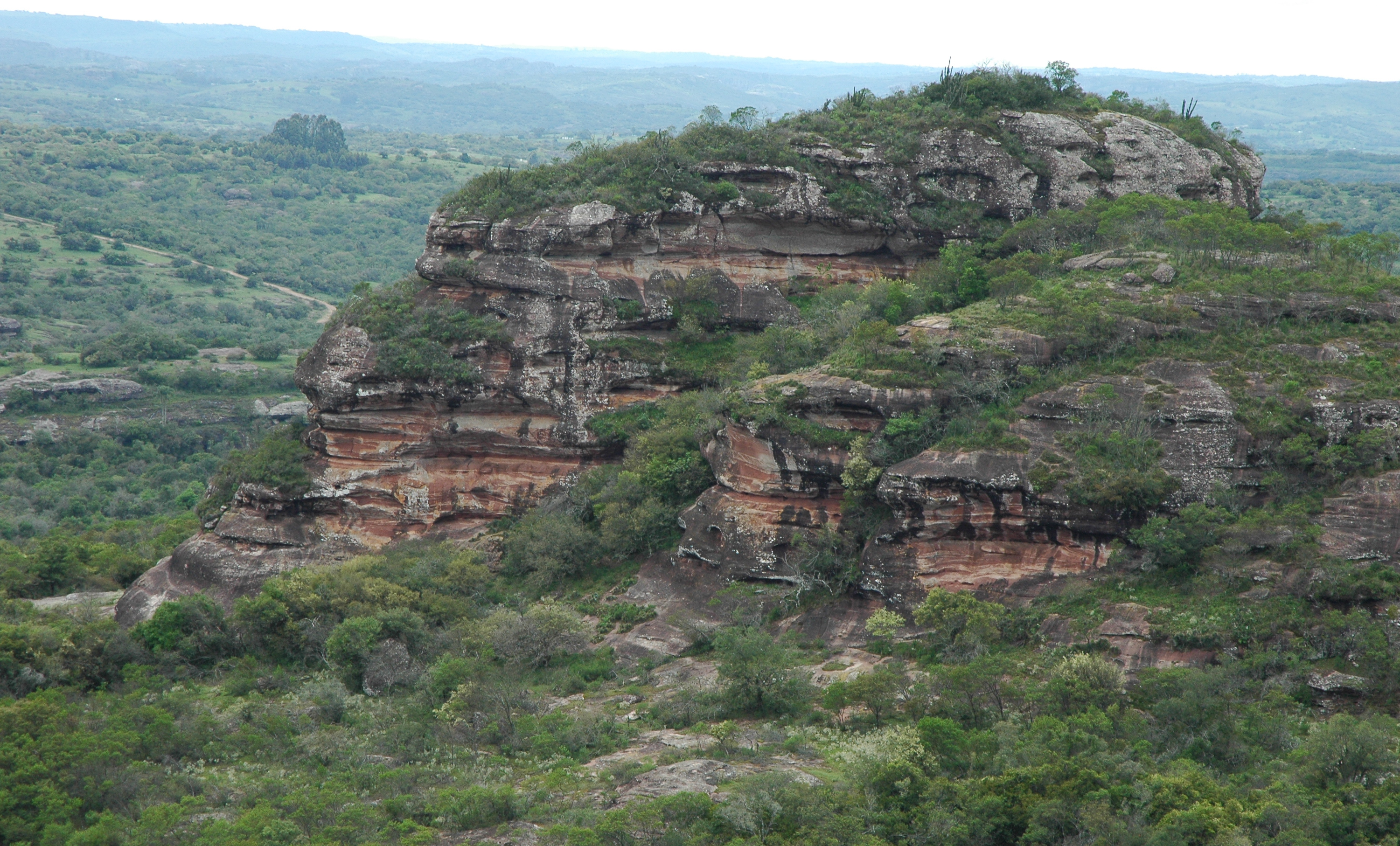
Het natuurgebied Guaritas op 53 kilometer van Caçapava do Sul